# Ruta 144 (Costa Rica)
La Ruta 144, oficialmente Ruta Nacional Secundaria 144, es una ruta nacional de Costa Rica ubicada en la provincia de Puntarenas.

## Descripción
En la provincia de Puntarenas, la ruta atraviesa el cantón de Montes de Oro (los distritos de Miramar, San Isidro).